# Romain Saïss
Romain Ghannam Saïss (ar. غانم سايس, ur. 26 marca 1990 w Bourg-de-Péage) – marokański piłkarz, grający na pozycji środkowego obrońcy lub defensywnego pomocnika w katarskim klubie Al Sadd oraz w reprezentacji Maroka, której jest kapitanem. Półfinalista Mistrzostw Świata 2022. Uczestnik Mistrzostw Świata 2018. Posiada również obywatelstwo francuskie.

## Kariera piłkarska
Swoją karierę piłkarską Saïss rozpoczął w klubie AS Valence. W 2010 roku awansował do pierwszego zespołu i w sezonie 2010/2011 zadebiutował w nim w piątej lidze francuskiej. Rok później przeszedł do drugoligowego Clermont Foot. Swój debiut w nim zaliczył 28 stycznia 2012 w zwycięskim 2:1 domowym meczu z SC Bastia. Występował w nim przez dwa lata.
W 2013 roku Saïss został piłkarzem innego drugoligowca, Le Havre AC. Swój debiut w Le Havre zaliczył 2 sierpnia 2013 w przegranym 0:2 wyjazdowym meczu z AC Arles-Avignon. W klubie z Hawru grał przez dwa sezony.
W 2015 roku Saïss przeszedł do Angers SCO. W Ligue 1 swój debiut zanotował 8 sierpnia 2015 w zwycięskim 2:0 wyjazdowym spotkaniu z Montpellier HSC. W 2022 został piłkarzem Beşiktaşu JK.
| Sezon   | Klub                    | Kraj    | Rozgrywki      | Mecze | Gole |
| ------- | ----------------------- | ------- | -------------- | ----- | ---- |
| 2010/11 | AS Valence              | Francja | CFA 2          | 13    | 4    |
| 2011/12 | Clermont Foot           | Francja | Ligue 2        | 17    | 1    |
| 2012/13 | Clermont Foot           | Francja | Ligue 2        | 31    | 0    |
| 2013/14 | Le Havre AC             | Francja | Ligue 2        | 27    | 1    |
| 2014/15 | Le Havre AC             | Francja | Ligue 2        | 34    | 2    |
| 2015/16 | Angers SCO              | Francja | Ligue 1        | 34    | 2    |
| 2016/17 | Wolverhampton Wanderers | Anglia  | Championship   | 24    | 0    |
| 2017/18 | Wolverhampton Wanderers | Anglia  | Championship   | 42    | 4    |
| 2018/19 | Wolverhampton Wanderers | Anglia  | Premier League | 19    | 2    |

## Kariera reprezentacyjna
W reprezentacji Maroka Saïss zadebiutował 14 listopada 2012 w przegranym 0:1 towarzyskim meczu z Togo.